# دانیل دیموف
دانیل دیموف (بلغاری: Даниел Димов؛ زادهٔ ۲۱ ژانویهٔ ۱۹۸۹) بازیکن فوتبال اهل بلغارستان است.
از باشگاه‌هایی که در آن بازی کرده است می‌توان به باشگاه فوتبال مکابی پتخ تیکوا، باشگاه فوتبال دنیزلی اسپور، و باشگاه فوتبال لفسکی صوفیه اشاره کرد.
وی همچنین در تیم‌های ملی فوتبال زیر ۲۱ سال بلغارستان و بلغارستان بازی کرده است.